# Санта-Ізабел (Сан-Паулу)
23°18′57″ пд. ш. 46°13′15″ зх. д. / 23.31583° пд. ш. 46.22083° зх. д.
Са́нта-Ізабе́л (порт. Santa Isabel, «Свята Ізабела») — місто і муніципалітет в бразильського штату Сан-Паулу. Складова частина міської агломерації Великий Сан-Паулу, однойменного мезорегіону та економіко-статистичного мікрорегіону Гуарульюс. Населення становить 48 тис. чоловік (2006 рік, IBGE), займає площу 361 494 км², щільність населення — 132,8/км². Заснований 1700 року, під час колоніального періоду. Названий на честь святої Ізабели, португальської королеви.  Місто розташоване за 80 км від центру міста Сан-Паулу.